# Pós-colheita

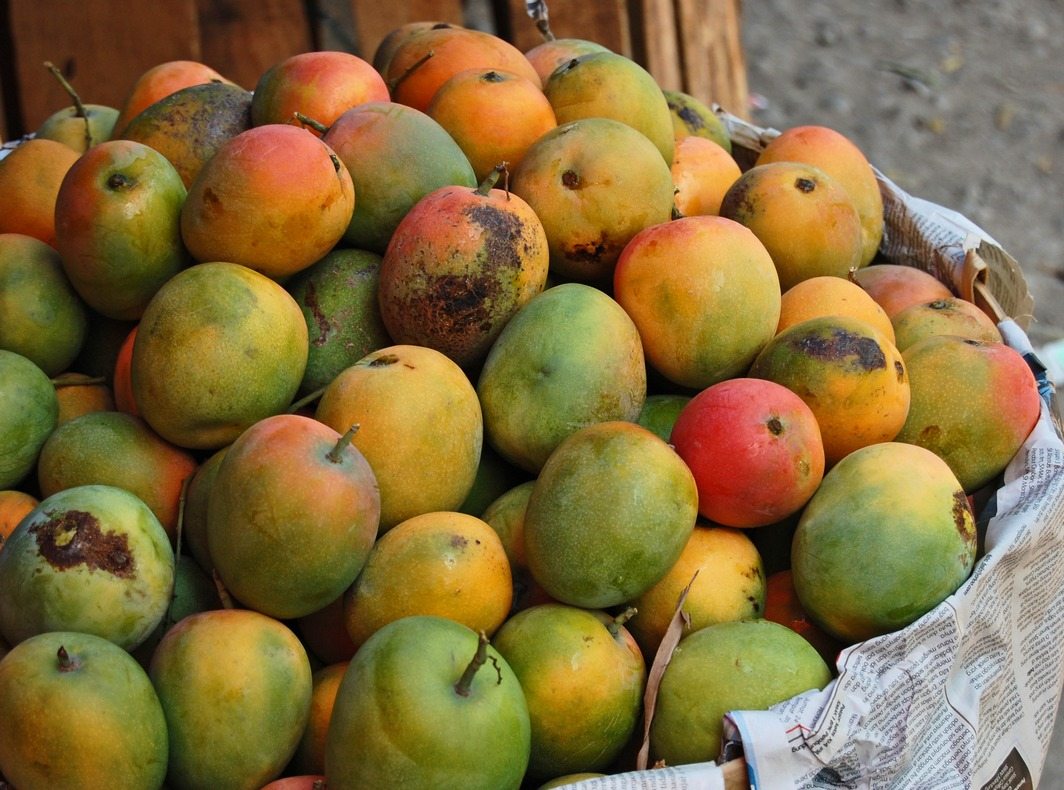
Mangas com diferentes graus de amadurecimento.

O termo Pós-Colheita refere-se ao estudo e ao conjunto de técnicas aplicadas à conservação e armazenamento de produtos agrícolas como grãos, frutas, hortaliças, tubérculos, entre outras logo após a colheita até o consumo ou processamento. Essas técnicas são importantes pois, ao contrário dos alimentos de origem animal, os tecidos destes produtos permanecem íntegros e mantendo seus processos fisiológicos e bioquímicos normais. As mesmas técnicas, com suas devidas especificidades, são aplicada também a produtos agrícolas não comestíveis como flores e plantas ornamentais, por exemplo.

## Objetivos

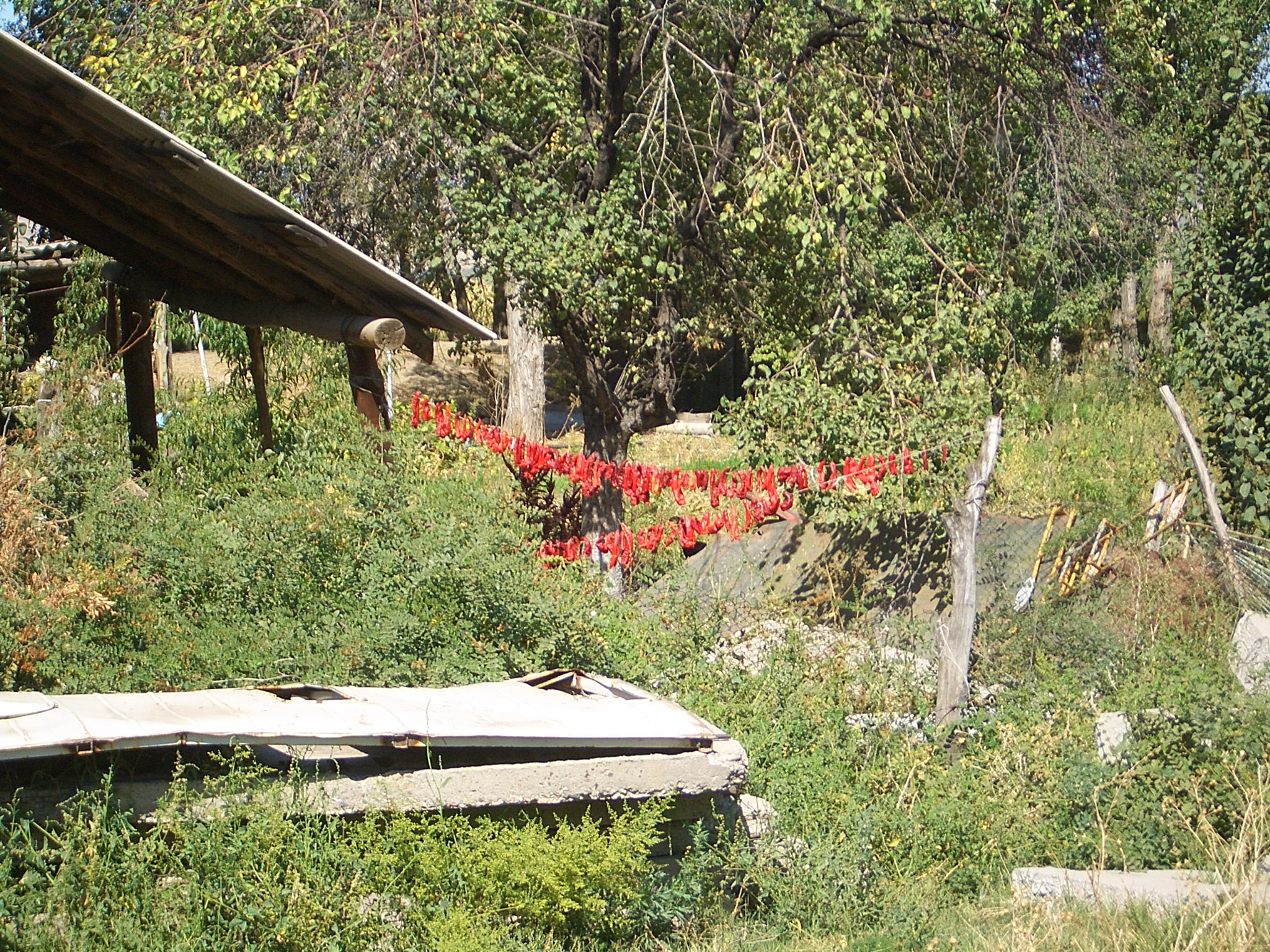
Secagem de pimentas em Milyanfan, Quirguistão.

Dependendo dos tratamentos dados, os produtos terão níveis diferentes de qualidade final assim como diferentes perdas em função de deterioração desses produtos. Em cada etapa é necessário a aplicação de um conjunto de técnicas para garantir a manutenção da qualidade. Atualmente existem tecnologias disponíveis para todas as etapas dessa cadeia que visam a manutenção da qualidade, o aumento da vida de prateleira e da oferta de produtos "in natura". entre essas técnicas estão o uso de temperaturas baixas, atmosfera modificada, atmosfera controlada, limpeza, sanificação, bem como a combinação destas.
O objetivo fundamental da tecnologia pós-colheita, portanto, é manter os produtos agrícolas recém colhidos em condições adequadas, evitando perda de umidade e o desenvolvimento de alterações químicas indesejáveis, além de evitar danos físicos e retardar a deterioração desses produtos.

## Processos fisiológicos de uma planta viva
Entre os diversos processos que continuam a acontecer em vegetais colhidos, os mais importantes são a fotossíntese e a respiração. Na fotossíntese há a formação de compostos orgânicos ricos em energia a partir de dióxido de carbono e água com o uso da energia captada da luz solar pela clorofila. A respiração seria o processo reverso, ou seja, a quebra dessas moléculas com consequente liberação da energia acumulada. Além desses, outro de grande importância é a transpiração, que é a perda de água dos tecidos ém forma de vapor.

## Processos fisiológicos pós-colheita
Mesmo após a colheita, os tecidos de frutas e hortaliças permanecem com sus funções fisiológicas normais. No entanto, separadas da planta mãe ou do solo, passam a usar suas reservas de substrato ou de compostos orgânicos ricos em energia, como açúcares e amido, a fim de respirar e assim produzir a energia necessária para manterem-se vivas. De todos os processos metabólicos, a respiração é o mais importante e pode ser afetado por fatores próprios internos ou ambientais.
As transformações desencadeadas pela respiração desses tecidos são:
- O consumo dos compostos de reserva promovem a perda de peso seco, valor nutritivo e aroma;
- Manutenção da textura e o sabor das plantas, contudo a continuidade do processo de forma acelerada diminui a vida de prateleira dos produtos.
- A produção de água;
- Produção de excedentes de energia, além da utilizada para manutenção dos tecidos, que é liberada para o ambiente em forma de calor.

Fatores que afetam a respiração
A respiração é afeta por uma grande quantidade de fatores ambientais que incluem: luz, estresse químico (como o uso de fumigantes, por exemplo), estresse radioativo, estresse aquoso, reguladores de crescimento e ataque de microrganismos patogênicos. Contudo, as principais são temperatura, composição atimosférica e estresse físico.